# Clásica San Sebastián 2021
De wielerwedstrijd Clásica San Sebastián werd in 2021 gehouden op 31 juli en was onderdeel van de UCI World Tour 2021. Voor de mannen was het de 40e editie en voor de vrouwen de tweede editie. De wedstrijd werd in 2019 bij de mannen gewonnen door de Belg Remco Evenepoel en door de Australische Lucy Kennedy bij de vrouwen. Zij werden opgevolgd door de Amerikaan Neilson Powless en de Nederlandse Annemiek van Vleuten.

## Mannen

### Uitslag
| Plaats  | Naam                  | Ploeg                              | Tijd     |
| ------- | --------------------- | ---------------------------------- | -------- |
| Winnaar | Neilson Powless       | EF Education-Nippo                 | 5u34'31" |
| 2       | Matej Mohorič         | Bahrain-Victorious                 | z.t.     |
| 3       | Mikkel Frølich Honoré | Deceuninck–Quick-Step              | z.t.     |
| 4       | Lorenzo Rota          | Intermarché-Wanty-Gobert Matériaux | + 30"    |
| 5       | Alessandro Covi       | UAE Team Emirates                  | + 1'04"  |
| 6       | Julian Alaphilippe    | Deceuninck–Quick-Step              | z.t.     |
| 7       | Odd Christian Eiking  | Intermarché-Wanty-Gobert Matériaux | z.t.     |
| 8       | Jonas Vingegaard      | Team Jumbo-Visma                   | z.t.     |
| 9       | Gianni Moscon         | INEOS Grenadiers                   | z.t.     |
| 10      | Bauke Mollema         | Trek-Segafredo                     | z.t.     |
|         |                       |                                    |          |
| 12      | Maxim Van Gils        | Lotto Soudal                       | z.t.     |

## Vrouwen
De tweede editie voor vrouwen werd over een parcours van 139,8 kilometer met vier beklimmingen verreden.

### Deelnemende ploegen
Zes van de negen World Tourploegen namen deel, aangevuld met twaalf continentale ploegen.
| World Tourteams                                                                                           | UCI-teams | UCI-teams |
| --- | --- | --- |
| Alé BTC Ljubljana BikeExchange FDJ Nouvelle-Aquitaine Futuroscope Liv Racing Movistar Team Trek-Segafredo | A.R. Monex Bizkaia-Durango Burgos Women's Team Ceratizit-WNT Eneicat-RBH Global Laboral Kutxa-Fundación Euskadi | Massi-Tactic Sopela Women's Team Rio Miera-Cantabria Deporte Team Farto-BTC Top Girls Fassa Bortolo Valcar-Travel & Service |

### Uitslag
| Plaats  | Naam                 | Ploeg                              | Tijd     |
| ------- | -------------------- | ---------------------------------- | -------- |
| Winnaar | Annemiek van Vleuten | Movistar                           | 3u53'37" |
| 2       | Ruth Winder          | Trek-Segafredo                     | + 36"    |
| 3       | Tatiana Guderzo      | Alé BTC Ljubljana                  | + 1'35"  |
| 4       | Sabrina Stultiens    | Liv Racing                         | z.t.     |
| 5       | Évita Muzic          | FDJ Nouvelle-Aquitaine Futuroscope | z.t.     |
| 6       | Brodie Chapman       | FDJ Nouvelle-Aquitaine Futuroscope | z.t.     |
| 7       | Pauliena Rooijakkers | Liv Racing                         | + 1'38"  |
| 8       | Audrey Cordon-Ragot  | Trek-Segafredo                     | + 1'52"  |
| 9       | Erica Magnaldi       | Ceratizit-WNT                      | z.t.     |
| 10      | Ellen van Dijk       | Trek-Segafredo                     | z.t.     |

1981 · 1982 · 1983 · 1984 · 1985 · 1986 · 1987 · 1988 · 1989 · 1990 · 1991 · 1992 · 1993 · 1994 · 1995 · 1996 · 1997 · 1998 · 1999 · 2000 · 2001 · 2002 · 2003 · 2004 · 2005 · 2006 · 2007 · 2008 · 2009 · 2010 · 2011 · 2012 · 2013 · 2014 · 2015 · 2016 · 2017 · 2018 · 2019 · 2020 · 2021 · 2022 · 2023 · 2024
Ronde van de Verenigde Arabische Emiraten ·
Omloop Het Nieuwsblad ·
Strade Bianche ·
Parijs-Nice · 
Tirreno-Adriatico · 
Milaan-San Remo ·
Ronde van Catalonië ·
Driedaagse Brugge-De Panne ·
E3 Saxo Bank Classic ·
Gent-Wevelgem ·
Dwars door Vlaanderen ·
Ronde van Vlaanderen ·
Ronde van het Baskenland ·
Amstel Gold Race ·
Waalse Pijl ·
Luik-Bastenaken-Luik ·
Ronde van Romandië ·
Ronde van Italië ·
Critérium du Dauphiné ·
Ronde van Zwitserland ·
Ronde van Frankrijk ·
Clásica San Sebastián ·
Ronde van Polen ·
Bretagne Classic ·
Benelux Tour ·
Ronde van Spanje ·
Eschborn-Frankfurt ·
Parijs-Roubaix ·
Ronde van Lombardije
Afgelaste wedstrijden: Tour Down Under · Great Ocean Road Race · EuroEyes Cyclassics · GP van Quebec · GP van Montreal · Ronde van Guangxi
Strade Bianche ·
Trofeo Alfredo Binda-Comune di Cittiglio ·
Driedaagse Brugge-De Panne ·
Gent-Wevelgem ·
Ronde van Vlaanderen ·
Amstel Gold Race ·
Waalse Pijl ·
Luik-Bastenaken-Luik ·
Ronde van Burgos ·
La Course by Le Tour de France ·
Clásica San Sebastián ·
Ronde van Noorwegen ·
Simac Ladies Tour ·
GP de Plouay-Bretagne ·
Ceratizit Challenge by La Vuelta ·
Parijs-Roubaix ·
The Women's Tour ·
Ronde van Drenthe
Afgelaste wedstrijden: Cadel Evans Great Ocean Road Race · RideLondon Classic · Postnord Vårgårda WestSweden · Ronde van Chongming · Ronde van Guangxi